# Jiāng (江)
Jiang is een Chinese familienaam. In Hongkong wordt deze naam door HK-romanisatie geromaniseerd als Kong. Jiang staat op de 141e plaats in de Baijiaxing. Het staat op de 52e plaats van meestvoorkomende familienamen in China. 0,26% van bevolking heeft deze familienaam.
- Vietnamees: Giang

## Oorsprong
De familie Jiang kwam oorspronkelijk uit Hubei's Jiangling arrondissement en de Henanse arrondissementen Jiyang en Zhengyang.

## Bekende personen met de naam 江
- Jiang Qing (江青), de derde echtgenote van Mao Zedong (pseudoniem van Li Jin/李近)
- Jiang Zemin, oud-president van Volksrepubliek China
- March Kong Fong Eu (江月桂)
- John Chiang
- Jiang Kanghu
- Jiang Hongjie
- Jody Chiang (江蕙)
- Jiang Yu Chen (江語晨)
- Jiang Heping, CCTV executive
- Jiang Hong, Chinees voetballer
- Jiang Chaozong, Chinese generaal en premier van Republiek China
- Jiang Yan, dichter
- Empress Jiang Jiangui, keizerin